# ドスケブラダス
ドスケブラダス（Dosquebradas）は、コロンビア・リサラルダ県の都市。人口は20万6693人（2019年）。県都ペレイラの北側に隣接している。
1970年代から1980年代にかけてペレイラの製造業地区として開発され、公共住宅も合わせて建設された。工場労働者が集まる歓楽街があり、商業施設も充実している。ペレイラに通勤通学する人も多い。